# 퇀제후역
퇀제후역(중국어: 团结湖站)은 중국 베이징시 차오양구 싼리툰 가도·마이쯔뎬 가도·퇀제후 가도 접경에 동3환북로·농전관 남로·노동자 경기장 북로 교차로에 위치하는 베이징 지하철 3호선과 10호선의 환승역이다. 2008년 7월 19일에 10호선 1단계 구간이 개통되었고, 2024년 12월 15일에 3호선 1단계 구간이 개통되었다.

## 역명
이 역의 공사 중 역명은 궁티베이루역(工体北路)이었고, 초기 명명 계획은 창훙차오역(长虹桥站)이었지만 퇀제후 가도와 인접하여 정식 역명이 "퇀제후역"으로 제정되었다. 이 역은 퇀제후 공원에서 멀리 떨어져 있어, 퇀제후 공원로 가려면 후자러우역에서 하차하는 것이 더 가깝다.

## 위치
퇀제후역은 창훙교 아래 동3환북로·노동자 경기장 북로·농전관 남로 교차로에 위치한다.

## 역 구조
10호선 역은 2개 층(대합실 층, 승강장 층)으로 나누어져 있으며 지하역이다. 3호선 개통 전에는 승강장의 남북 양단 끝 부분의 유료 공간이 서로 연결된 분리식 섬식 승강장 구조 설계를 채택하였고, 10호선 승강장 층의 유료 공간은 상하로 분리되어 있었다. 3, 10호선 개통 이후 10호선 동·서 대합실이 유료구역으로 변경되었다.
3호선 역사도 분리식 섬식 승강장으로 전체 길이 285.3m, 폭 23.3m, 총 건축 면적 21306.4㎡으로 3호선 대합실과의 높이 차이가 크다. 10호선 대합실은 규모가 작고 경사로만 설계되어 평탄한 층으로 간주된다.

### 층별 구조
| 지면층                 | 가도                                   | A-D출입구                               |
| 지하 1층 대합실 층     | 3호선 대합실 10호선 대합실             | 고객센터, 자동 발매기, 출입 게이트      |
| 지하 2층 10호선 승강장 | ←                                      | ■ 10호선 외선순환 (농업전람관)          |
| 지하 2층 10호선 승강장 | 분리식 섬식 승강장, 왼쪽 출입문이 열림 |                                         |
| 지하 2층 10호선 승강장 | →                                      | ■ 10호선 내선순환 (후자러우)            |
| 지하 3층 3호선 승강장  | ←                                      | ■ 3호선 둥쓰스탸오 방면 (노동자 경기장) |
| 지하 3층 3호선 승강장  | 섬식 승강장, 왼쪽 출입문이 열림        |                                         |
| 지하 3층 3호선 승강장  | →                                      | ■ 3호선 둥바베이 방면 (차오양 공원)     |

- 10호선 퇀제후역 서 대합실 (2021년 4월 촬영)
- 10호선 남측 대합실 무료구역 (2021년 4월 촬영)
- 10호선 퇀제후역 외선순환 승강장 (2024년 12월 촬영)
- 10호선 퇀제후역 내선순환 승강장 (2024년 12월 촬영)

## 출입구
10호선 역은 창훙교 네 모퉁이에 출입구가 있다. 그 중, D입구에는 영과 센터 지하 1층으로 연결되는 통로가 있고, 이 통로는 2019년에 개통되었다. 3호선의 H입구에도 지상 입구가 위치한다.
3호선은 공티북로(工体北路) 북쪽과 남쪽에 출입구가 있다. 이 두 출구에는 각각 에스컬레이터가 설치되어 있다.
|                         |                                    |        |      |           |
|                         |                                    |        |      |           |
| 출구                    | 지시                               | 목적지 | 사진 | 편의 시설 |
| ■ 10호선 역사와 연결    |                                    |        |      |           |
| 出口 · A                | 동3환북로(东三环北路)              |        |      | 빈칸      |
| 出口 · B                | 동3환북로(东三环北路)              |        |      |           |
| 出口 · C                | 동3환북로(东三环北路)              |        |      | 빈칸      |
| 出口 · D                | 동3환북로(东三环北路)              |        |      | 빈칸      |
| 出口 · D                | 영과 센터(盈科中心)                |        |      | 빈칸      |
| ■ 3호선에 연결          |                                    |        |      |           |
| 出口 · F                | 노동자 경기장 북로(工人体育场北路) |        |      |           |
| 出口 · H                | 노동자 경기장 북로(工人体育场北路) |        |      |           |
| 아이콘 설명: 엘리베이터 |                                    |        |      |           |

## 역사

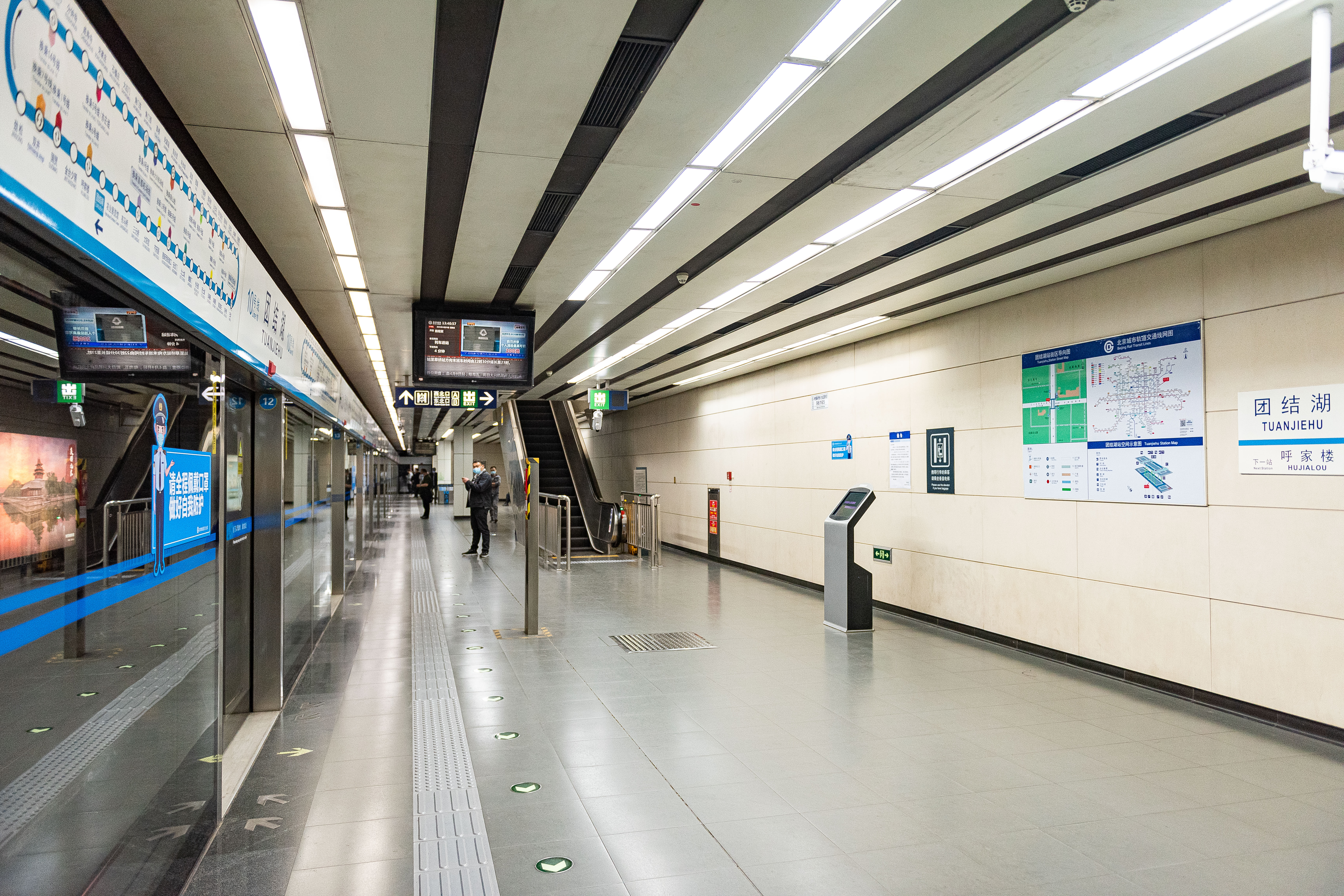
3호선 환승 공사로 인해 개량 전 10호선 내선 순환 승강장 사진 오른쪽 측벽의 일부가 철거된 모습

10호선 1단계 구간이 2008년 7월 19일에 개통하였다.
3호선 당초 설계에서는 3호선과 10호선 사이의 환승 통로가 10호선의 내선(서쪽) 승강장에만 연결되었으나, 10호선의 승객 유동을 고려하여 환승 입구와 출구는 10호선의 양방향 간 이동이 이루어지게 되었다. 이를 위해서는 창훙교 교각 사이에 환승 통로를 건설해야 했다. 이에 따라, 10호선 퇀제후역 동 대합실 중앙부는 2022년 3월 12일부터 2024년 12월 14일까지 폐쇄되었고, 2024년 11월 말부터 12월 초까지 10호선 퇀제후역 북동쪽과 남서쪽에 상향 에스컬레이터가 철거되었다.
3호선 1단계 구간이 2024년 12월 15일 개통하였다.